# Marcelo Sarvas
Marcelo Fazzio Sarvas (São Paulo, 16 de outubro de 1981) é um ex-futebolista brasileiro que atuava como meia.

## Títulos
Los Angeles Galaxy
- Desert Diamond Cup: 2012
- MLS Cup: 2012, 2014

Alajuelense
- Campeonato Costarriquenho: 2010 - Apertura, 2011 - Clausura

Corinthians
- Torneio Rio-São Paulo: 2002
- Copa do Brasil: 2002